# الكنيسة الإنجيلية (ميت غمر)
الكنيسة الإنجيلية بميت غمر-محافظة الدقهلية-مصر. تأسست عام 1926م، وكان أول القساوسة القسيس بدروس، ومن شيوخ الكنيسة  الشيخ رتيب سيدين، والشيخ راجي، والشيخ فرانسيس.

## الأزمة مع الكنيسة الأرثوذكسية
في مارس 2017 نشب خلاف بين الكنيستين الإنجيلية والأرثوذكسية في ميت غمر، وذلك بعد نشر مقطع مصور على مواقع التواصل الاجتماعى تهجم فيه كاهن كنيسة «مارجرجس»، بميت غمر، التابع للطائفة الأرثوذكسية علي الكنيسة الإنجيلية، وحذر الأقباط الأرثوذكس من حضور اجتماعات أو صلوات الكنيسة الإنجيلية، قائلا: «مسيحنا غير مسيحهم، ومن يذهب إلى أى اجتماع صلاة أو سماع ترنيمة يحرم من التناول، أحد الأسرار المقدسة بالكنيسة الأرثوذكسية».